# Prase vousaté
Prase vousaté, známé také jako bornejské prase nebo vepř vousatý (Sus barbatus), je velký druh prasete.
Jeho největší charakteristikou je hustý, nejčastěji bílý vous, který vyrůstá na lících a nad čenichem. Prase vousaté má protáhlou hlavu, úzké tělo a nad každým okem má výrůstek pokrytý štětinami, které mívá občas i na konci ocasu. Srst je většinou šedá, končetiny bývají tmavší. Tělo dosahuje délky 1,6–1,8 m a ocas 20–30 cm. Obývá tropické deštné lesy, křoviny a mangrovové bažiny na území Jihovýchodní Asie, konkrétně v okolí Sumatry, Bornea a východních Filipínách. Živí se hlavně spadanými plody, výhonky, kořínky a larvami hmyzu. Žijí většinou v nevelkých skupinách, tvořených z rodin. Tyto skupiny podnikají i výpravy na pole se zemědělskými plodinami, kde dokáží ročně napáchat poměrně značné škody. Samice rodí zhruba po čtyřměsíční březosti 2 až 3 mláďata do zvláštně upraveného hnízda z rostlin. Se samicí zůstávají mláďata celý následující rok. Pohlavní dospělosti dosahují ve věku 18 měsíců a jsou schopny se křížit i s jinými druhy prasatovitých.
U prasete vousatého rozeznáváme tři poddruhy:
- Sus barbatus oi
- Sus barbatus barbatus
- Sus barbatus ahoenobarbus